# (16512) 1990 VQ4
A (16512) 1990 VQ4 a Naprendszer kisbolygóövében található aszteroida. Eric Walter Elst fedezte fel 1990. november 15-én.